# Хипноцил
Хипноцил (Hypnocil) е измислено експериментално лекарство, използвано във филма на Уес Крейвън и Брус Уогнър „Кошмар на Елм Стрийт“(„A Nightmare On Elm Street“), по специално в поредиците „Dream Warriors“ и „Freddy vs. Jason“. Както става ясно от филма, медикаментът се използва за потискане на сънищата, но все още не е преминал през одобрението на американската Комисия по храни и лекарства (Food and Drug Administration). Механизмът на хипноцила е сходен с този на анти-епилептичните лекарства, като не позволява на пациента да изпадне в REM-фаза по време на сън. Героите от филма приемат хипноцил, като средство за защита от Фреди Крюгер, който убива само хора, които са заспали и сънуват.
|  | Тази страница частично или изцяло представлява превод на страницата Hypnocil в Уикипедия на английски. Оригиналният текст, както и този превод, са защитени от Лиценза „Криейтив Комънс – Признание – Споделяне на споделеното“, а за съдържание, създадено преди юни 2009 година – от Лиценза за свободна документация на ГНУ. Прегледайте историята на редакциите на оригиналната страница, както и на преводната страница, за да видите списъка на съавторите. ВАЖНО: Този шаблон се отнася единствено до авторските права върху съдържанието на статията. Добавянето му не отменя изискването да се посочват конкретни източници на твърденията, които да бъдат благонадеждни. |